# Drosophila debilis
Drosophila debilis este o specie de muște din genul Drosophila, familia Drosophilidae, descrisă de Walker în anul 1849.
Este endemică în Sierra Leone. Conform Catalogue of Life specia Drosophila debilis nu are subspecii cunoscute.